# Тукумс округ
Тукумс округ (лет. Tukuma rajons, рус. Тукумсский район) је округ у републици Летонији, у њеном западном делу. Управно средиште округа је истоимени градић Тукумс. Округ припада историјској покрајини Видземе.

Тукумс округ је приморски округ у Летонији са дугим изласком на Балтик на северу. На истоку се округ граничи са округом Рига, на југоистоку са округом Добеле, на југу са округом Салдус, на западу са округом Кулдига и на северозападу са округом Талси.

## Градови
- Тукумс
- Кандава
- Енгуре
- Јаунпилс